# Ариозо
Ариозо (итал. Arioso) — высшая речитативная форма, которая отличается от низших форм: сухого речитатива (recitativo secco) и речитатива в темпе (a tempo), большим мелодическим содержанием в партии голоса и большим интересом и сложностью в аккомпанементе.
Ариозо есть также вокальное сочинение небольших размеров, не имеющее определённой формы, как, например, песня, пишущаяся в коленном складе; по объёму оно соответствует ариетте. К началу XX века многие композиторы дают небольшой арии название ариозо. Образчиками ариозо могут служить вагнеровские певучие речитативы.